# 冯新柱
冯新柱（1960年7月—），陕西洋县人。男，汉族。1981年7月参加工作，1985年6月加入中国共产党。中共中央党校函授学院经济管理本科毕业，西北大学经济管理学院博士研究生班学历。曾任陕西省人民政府副省长、党组成员，杨凌农业高新技术产业示范区管理委员会主任（兼）。2018年1月，因涉嫌严重违纪，接受组织调查。2019年5月，因受贿罪获有期徒刑15年。

## 经历
1979年10月，在西安统计学校统计专业学习。1981年7月，被分配到陕西省乡镇企业供销公司；先后任计财科出纳、计财科副科长、公司经理助理。1989年11月，调省农电管理局工作，历任财务副处长、处长；在此期间，他还在中共中央党校函授学院完成经济管理专业本科班学习。1996年1月，任陕西省农电管理局副局长。
2001年6月，任铜川市人民政府副市长。2003年3月，任中共铜川市委常委、市人民政府常务副市长。2004年8月，任中共铜川市委副书记、市人民政府代理市长、党组书记（2005年3月当选市长）（2006年1月至2007年1月，参加中共中央党校一年制中青年干部培训班学习）。2011年1月，任中共铜川市委书记，兼铜川市人大常委会主任。
2015年4月，任陕西省人民政府副省长、党组成员。2016年7月，兼任杨凌农业高新技术产业示范区管理委员会主任。

## 落马
2018年1月3日，中央纪委监察部网站发布消息，陕西省副省长冯新柱涉嫌严重违纪，目前正接受组织审查。他也成为2018年的落马“首虎”。同年3月31日被双开，移送司法机关。根据官方通报，冯新柱“严重违反政治纪律和政治规矩、工作纪律，毫无‘四个意识’，对党中央关于脱贫攻坚重大决策部署落实不力、消极应付，且利用分管扶贫工作职权谋取私利，与相关人员订立攻守同盟，对抗组织审查；违反中央八项规定精神，长期接受私营企业主安排的宴请和旅游，接受公款宴请；违反组织纪律，不按规定报告个人有关事项，在组织谈话函询时不如实说明问题，应私营企业主请托，违规选拔任用干部；违反廉洁纪律，收受礼品、礼金；违反生活纪律。利用职务上的便利为他人谋取利益并收受巨额财物涉嫌受贿犯罪”，同时通报指出冯新柱“身为党的高级领导干部，理想信念缺失，与人民群众毫无感情，道德败坏，腐化变质，严重违反党的纪律，并涉嫌违法犯罪，且在党的十八大后不收敛、不收手”。冯新柱也由此成为国家监委成立以来，首个被开除公职的副部级官员。
2019年1月17日，浙江省杭州市中级人民法院一审公开审理冯新柱受贿案。检方指控，冯新柱自1999年至2017年利用其担任陕西八大电力股份董事长、铜川市副市长、铜川市代市长、铜川市市长，中共铜川市委书记、陕西省副省长兼杨凌农业高新区管委会主任的职务便利，为他人投资项目、开采矿产、承揽工程、取得贷款、调整职务等提供帮助，直接或间接收受财物折合7047万余元人民币。冯新柱当庭认罪、悔罪。当天庭审后，杭州市中院宣布休庭，择期宣判。
2019年5月14日，浙江省杭州市中级人民法院公开宣判陕西省人民政府原副省长冯新柱受贿案，对被告人冯新柱以受贿罪判处有期徒刑十五年，并处罚金人民币七百万元；对冯新柱受贿犯罪所得赃款及其孳息予以追缴，上缴国库。冯新柱当庭表示服从判决，不上诉。